# Hieronymus Haunold

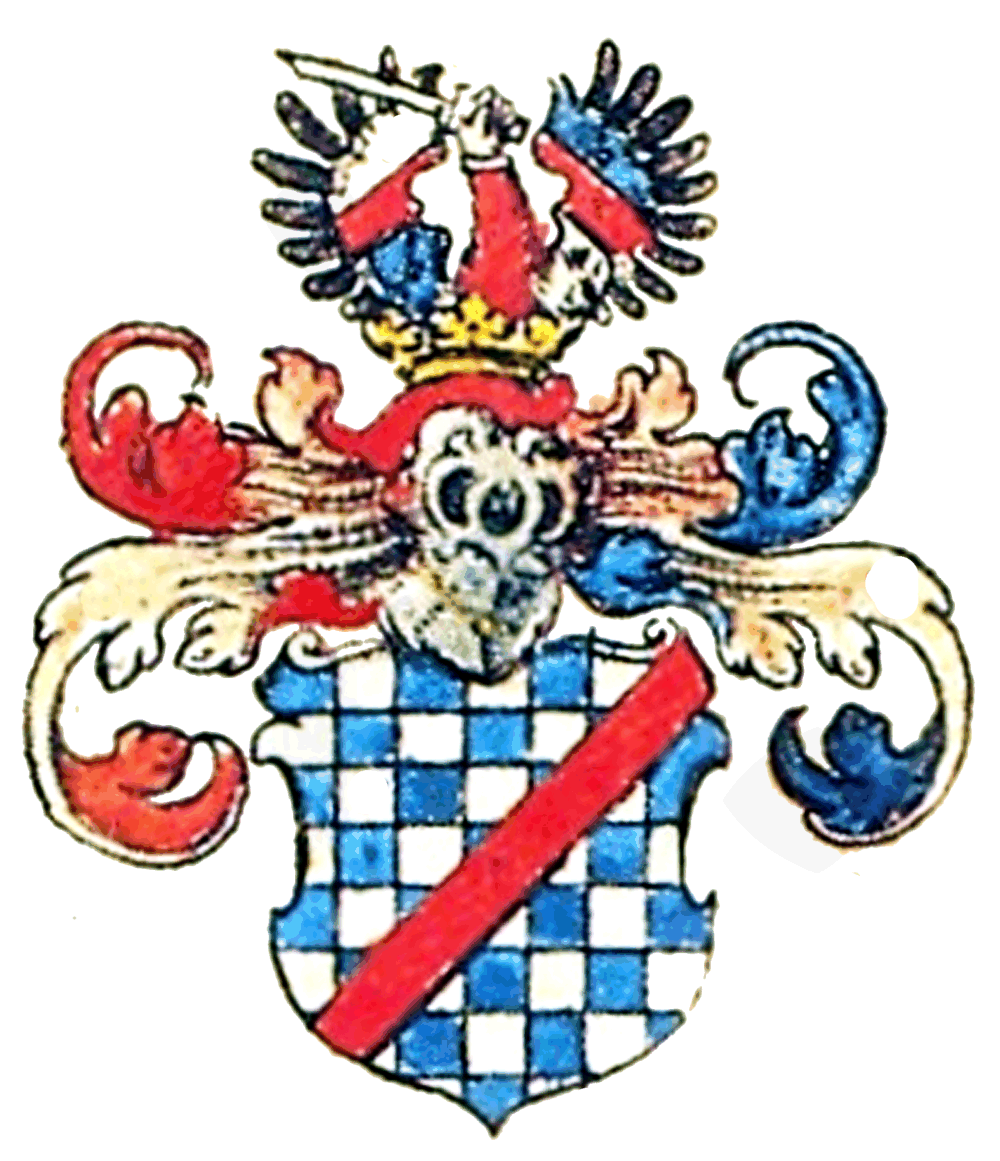
Wappen der Haunold

Hieronymus Haunold (* 29. September 1518 in Liegnitz, Herzogtum Liegnitz; † 1567 in Löwenberg, Fürstentum Schweidnitz) war ein deutscher Mediziner. Er war herzoglich-liegnitzscher Rat, Rektor der Friedberger Lateinschule und Stadtarzt in Löwenberg. 

## Leben
Er stammte aus dem Breslauer Patriziergeschlecht Haunold. Seine Eltern waren Andreas Haunold und Anna geb. Nering. 1536 wurde er auf Empfehlung Melanchthons zum Rektor der Lateinschule in Friedberg ernannt. 1538 immatrikulierte er sich an der Universität Wittenberg. Nach seiner Promotion fungierte er als Stadtphysikus in Löwenberg. 1559 erhielten er und seine Brüder Peter, Paul, Jacob und David Haunold ein adliges Wappen mit Lehenartikel.

## Familie
Hieronymus Haunold heiratete 1554 in Breslau Magdalena von Jenkwitz († 1607). Aus dieser Ehe gingen vier Kinder hervor, darunter Nikolaus Haunold († 1622), kaiserlicher Rat und Kammersekretär in Wien. 